# Arkady Luxemburg
Arkady Luxemburg (Zsitomir, 1939. március 15. –) az egyik legtermékenyebb és legismertebb élő moldvai-amerikai zeneszerző.

## Élete
A chișinăui Zeneakadémián szerzett diplomát a korábbi Szovjetunióban, ahol diplomát kapott zongoraművészetből, zeneszerzésből és zenei elméletből. Tanárként, koncert zongoristaként és kísérőként dolgozott világszerte különböző intézményekben, többek között a Moldovai Zeneakadémián, a Moldovai Zeneművészeti Főiskolán, a Moldovai Zeneművészeti Főiskolán, a San Diego Állami Egyetemen, a Mesa Főiskolán, a kaliforniai balettnél és a David Yellin Főiskolán. Több tanítványa is világhírű előadó lett, köztük Oleg Maisenberg és Mark Seltzer.
Számos művet írt a Music Theory and Harmonyről. Az 1967-ben kapta meg az Év Szerzője díját.
Tagja az ASCAP-nak.
Jelentős szimfonikus művei: "Sinfonietta", húrok szimfóniája, két koncert a zongorához zenekarral, koncert a csellóhoz és a zenekarhoz, Symphony Fantasy "Tavaszi dallamok". A zongoraművészet jelentős művei közé tartozik: "Aquarelie", "Shostakovich emléke", "Gershwin emléke", Sonata, Sonatina, "Blueses", "Preludes".
Munkáinak nagy részét rögzítik. Rendszeresen közzéteszik és játszanak a Cseh és a Szlovák Köztársaságban, a volt Szovjetunióban, Romániában, Magyarországon, Izraelben, Franciaországban és az Egyesült Államokban. 1995 óta Kaliforniában, San Diegóban lakik, ahol előadóművész, zeneszerző és oktató karrierjét folytatta.

## Szimfonikus zenekar művei
- 1. Sinfonietta
- 2. Koncertek zongorára és zenekarra 1. sz
- 3. Koncertek zongorára és zenekarra 2. sz
- 4. Koncert csellónak és zenekarnak
- 5. Szimfonikus ballada "Andriesh" a zenekar számára
- 6. 1. számú lakosztály a Strings számára
- 7. 2. számú lakosztály a Strings számára
- 8. Fantázia zongorára és vonós zenekarra
- 9. Symphony Fantasy "Tavaszi dallamok"
- 10. Caprice fuvolára és vonós zenekarra
- 11. Szimfonikus ballada hangnak és zenekarnak
- 12. Walsz hangnak és zenekarnak
- 13. "Gyermeklakta" Kamarazenekar számára
- 14. "Dallam" és "Scherzo" a Vonós zenekar számára
- 15. "Variációk" a zenekar számára
- 16. Szimfónia vonósokra
- 17. "Elégia" és "Ragtime" a zenekar számára
- 18. "Ifjúsági nyitány" zenekar számára
- 19. "Vers" vonósokra.

## Különböző együttesek számára működik
- 1. "Preludes" 12 darab vonósnégyes számára
- 2. Lakosztály vonósnégyes számára
- 3. 3 darab vonósnégyes számára
- 4. "Altatódal és Ostinato" a Wood-Winds Kvintett számára
- 5. "Improvizáció és Scherzo" fuvolára, csellóra és zongorára
- 6. "Altatódal és humoreszk" a Fúvósötös számára
- 7. "Hava Nagila" megállapodás a rézfúvós kvintetthez
- 8. Lakosztály 5 szaxofonhoz
- 9. "Blues and Rock and Roll" 4 harsonához
- 10. "Romantika és Foxtrot" 4 trombita számára
- 11. 3 darab 4 szarvra
- 12. "Prelude and Ostinato" 4 hegedűre
- 13. "Vidám vonat" a Hegedűk együttesének és a zongorának
- 14. "Passacaglia and Dance" fuvolára, kürtre és zongorára
- 15. Lakosztály a Wood-Winds Quartet számára
- 16. 3 darab klarinétra és fagottra
- 17. Három darab hegedűre, brácsára és csellóra

## Zongorára működik
- 1. Szonáta
- 2. Suite "Aquarelie" 8 db
- 3. Lakosztály "Gershwin emlékére" 5 darab
- 4. Sonatina 1. sz., 2. sz., 3. sz., 4. sz., 5. sz.
- 5. 3 darab "Sosztakovics emlékére"
- 6. "Lakosztály gyerekeknek" népi stílusban
- 7. "Bluses" 8 darab
- 8. "Prelűdök" 12 darab
- 9. "Gyerekalbum" 9 darab
- 10. Régi stílusú lakosztály Cembalo vagy 4 darabos zongorához
- 11. "Prelűdök" 8 darab
- 12. "Improvizáció és Toccata"
- 13. Öt miniatúrát hangol a zongorához
- 14. Doina, Hora, Betuta és Jok 4 darabos zongorához
- 15. "Évszakok" 4 darab 1. "Tavasz", 2. "Nyár", 3. "Ősz", 4. "Tél"
- 16. "Könnyű darabok" zongorához
- 17. "Gyerekalbum 2. zongorához" 16 darab
- 18. Zongoramódszer 220 darab.

## Egyéb művek
Különféle művek vonósokhoz, rézfúvósokhoz, fafúvósokhoz, hanghoz és zongorához, kórushoz, Pop és jazz dalok, 
Színházi és filmzenék.

## Filmértékek
Alexander Plamadeala 
Életem álma 
Postai bélyeg paradicsom Balettvariációk